# 綺羅キラー
「綺羅キラー」（きらキラー）は、ずっと真夜中でいいのに。の楽曲。EMI Recordsより2022年12月15日に各音楽配信サービスにてリリースされた。

## 概要
- 前作『残機』から約2か月ぶりのリリースとなった。
- 本作では、英語圏のVtuberのMori Calliope（森カリオペ）がフィーチャリングに迎えられた[1]。ずっと真夜中でいいのに。の楽曲の中でフィーチャリングアーティストが参加したのはこれが初である[3]。
- 本作は、リリースから一日がたった2022年12月16日から12月27日まで放映されるSpotifyのテレビCMソングに決定された[4]。このCMには作詞に加わったACAねや森カリオペも出演する。
- 2023年1月14日、15日に国立代々木競技場第一体育館で行われたライブ「ROAD GAME『テクノプア』～叢雲のつるぎ～」でMori Calliopeを交えてライブ初披露された。